# Barranc de Pallarès
El Barranc de Pallarès és un torrent afluent per la dreta del Riu Negre, al Solsonès.

## Descripció
De direcció predominant NO-SE, s'escola pel vessant de llevant del Serrat de l'Hostal de les Forques al llarg de prop de 5,5 km. fets pels termes de Lladurs, d'Olius i de Solsona.
Neix a 855 msnm a uns 185 m. al NO del'extrem nord del Tros de l'Hostal de les Forques. Durant els primers 400 m. del seu recorregut avança en direcció SE i els 600 m. següents, fins a la seva confluència amb la rasa de l'Hostal de les Forques ho fa en direcció NE. A partir d'aquesta confluència avança en paral·lel seguint per la banda sud el traçat de la carretera C-26 (tram de Solsona a Bassella) fins a la Font dels Frares i rebent per la dreta la Rasa del Pi Gros i per l'esquerra la Rasa de la Torre d'en Dac. Poc després de passar per la Font dels Frares, travessa la dita C-26 i entra al Parc de la Mare de la Font saltant una petita cascada. A partir d'aquí rep el nom de la Riera de l'Olmeda. A la sortida del parc, rep per la dreta la Rasa de Masnou i desguassa les seves aigües al Riu Negre, just a l'entrada de Solsona, a 659 msnm

## Termes municipals que travessa
Des del seu naixement, el barranc de Pallarès passa successivament pels següents termes municipals.
|                                        | Longitud (en m.) | % del recorregut |
| -------------------------------------- | ---------------- | ---------------- |
| Per l'interior del municipi d'Olius    | 1.000            | 18,5%            |
| Fent de frontera entre Olius i Lladurs | 1.210            | 22,3%            |
| Fent de frontera entre Olius i Solsona | 613              | 11,2%            |
| Per l'interior del municipi de Solsona | 2.594            | 47,6%            |

## Perfil del seu curs
| Recorregut (en m.) | Altitud (en m.) | Pendent |
| ------------------ | --------------- | ------- |
| 0                  | 855             | -       |
| 500                | 793             | 12,4%   |
| 1.000              | 759             | 6,8%    |
| 1.500              | 735             | 4,8%    |
| 2.000              | 711             | 4,8%    |
| 2.500              | 702             | 1,8%    |
| 3.000              | 693             | 1,8%    |
| 3.500              | 676             | 1,4%    |
| 4.000              | 673             | 2,6%    |
| 4.500              | 663             | 3,37%   |
| 5.000              | 659             | 0,8%    |
| 5.417              | 653             | 1,44%   |

## Xarxa hidrogràfica
La xarxa hidrogràfica del barranc de Pallarès està integrada per un total de 33 cursos fluvials. D'aquests, 8 són subsidiaris de 1r nivell, 21 ho són de 2n nivell i 3 ho són de 3r nivell. La totalitat de la xarxa suma una longitud de 26.493 m.
| Codi del corrent fluvial | Coordenades del seu origen                                   | longitud (en metres) |
| ------------------------ | ------------------------------------------------------------ | -------------------- |
| Barranc de Pallarès      | 42° 0′ 40.18″ N, 1° 28′ 10.23″ E / 42.0111611°N,1.4695083°E  | 5.417                |
| E1                       | Xarxa de la Rasa de l'Hostal de les Forques                  | 1.890                |
| D1                       | La Rasa del Pi Gros                                          | 927                  |
| E2                       | Xarxa de la Rasa de la Torre d'en Dac                        | 5.851                |
| E3                       | 42° 0′ 53.54″ N, 1° 29′ 32.59″ E / 42.0148722°N,1.4923861°E  | 764                  |
| E3·E1                    | 42° 0′ 52.58″ N, 1° 29′ 42.14″ E / 42.0146056°N,1.4950389°E  | 206                  |
| D2                       | 42° 0′ 15.28″ N, 1° 29′ 16.82″ E / 42.0042444°N,1.4880056°E  | 1.015<               |
| D2·E1                    | 42° 0′ 25.63″ N, 1° 29′ 14.52″ E / 42.0071194°N,1.4873667°E  | 419                  |
| D2·D1                    | 42° 0′ 15.61″ N, 1° 29′ 41.77″ E / 42.0043361°N,1.4949361°E  | 86                   |
| E4                       | 42° 0′ 20.71″ N, 1° 30′ 6.189″ E / 42.0057528°N,1.50171917°E | 318                  |
| E5                       | 42° 0′ 23.29″ N, 1° 30′ 14.05″ E / 42.0064694°N,1.5039028°E  | 634                  |
| D3                       | Xarxa de la Rasa de Masnou                                   | 8.176                |

### Vessants
|                  | nombre de subsidiaris | Longitud total (en m.) |
| ---------------- | --------------------- | ---------------------- |
| Vessant dret     | 16                    | 11.516                 |
| Vessant esquerre | 16                    | 9.560                  |

### Distribució per termes municipals
| Municipi | Longitud que hi transcorre |
| -------- | -------------------------- |
| Lladurs  | 9.144 m.                   |
| Olius    | 15.963 m.                  |
| Solsona  | 4.861 m.                   |